# Mickey Carroll
Mickey Carroll, właściwie Michael Finocchiaro (ur. 8 lipca 1919 w St. Louis, zm. 7 maja 2009 w Crestwood) – amerykański aktor filmowy. Miał karłowatość, mierzył 140 cm wzrostu.

## Życiorys
Urodził się w St. Louis w stanie Missouri w rodzinie włoskich emigrantów. Jego ojcem chrzestnym był sam Al Capone. W wieku siedmiu lat rozpoczął lekcje tańca w Fox Theater w St Louis. Właśnie tam spotkał Jacka Haleya, który wprowadził go do Hollywood.
Swoją karierę rozpoczął w radiu. Popularność przyniosła mu rola w filmie Czarnoksiężnik z Oz (1939), gdzie zagrał Manczkina.
Często wspierał różnego rodzaju akcje charytatywne. W listopadzie 2007 wraz z aktorami odtwórcami ról Manczkinów odsłonili swoją gwiazdę na Alei Gwiazd w Los Angeles.
Zmarł 7 maja 2009, zaledwie w dwa miesiące przed swoimi 90. urodzinami, w czasie snu w domu opieki w Crestwood w stanie Missouri.